# Marina Vlady
Marina Vlady, właśc. Marina de Poliakoff-Baïdaroff (ur. 10 maja 1938 w Clichy) – francuska aktorka pochodzenia rosyjskiego.
Jej przodkowie byli Rosjanami. Urodziła się i wychowała się we Francji. Pochodzi z rodziny o tradycjach aktorskich. Popularność zdobyły również jej siostry Odile, Helene i Olga.
Jako dziewięcioletnie dziecko zaczęła tańczyć na scenie. Na ekranie zadebiutowała w wieku 11 lat we włoskim filmie Burza letnia (1949) obok swojej starszej siostry Odile Versois. W 1963 na 16. MFF w Cannes zdobyła nagrodę aktorską za rolę w filmie Ape Regina Marco Ferreriego. Jej sukcesem artystycznym była też współpraca z Jean-Lukiem Godardem przy filmie Dwie lub trzy rzeczy, które wiem o niej (1969).
W latach 1955–1959 jej mężem był francuski aktor Robert Hossein, z którym ma dwóch synów: Igora i Pierre’a. W 1967, w czasie jednej z wizyt w ZSRR, poznała w Teatrze na Tagance rosyjskiego barda Włodzimierza Wysockiego. 1 grudnia 1970 została jego trzecią żoną. Vlady napisała książkę o mężu Wysocki, czyli przerwany lot.